# Paul Dearing
Pour les articles homonymes, voir Dearing.
Paul Robert Dearing, né le 2 mars 1942 à Carrington (en), et décédé le 6 avril 2015 est un joueur australien de hockey sur gazon.

## Biographie
Paul Dearing fait partie de l'équipe nationale australienne médaillée de bronze aux Jeux olympiques d'été de 1964 à Tokyo et médaillée d'argent aux Jeux olympiques d'été de 1968 à Mexico. Il est aussi cinquième des Jeux olympiques d'été de 1972 à Munich.